# 2000年南斯拉夫大選
2000年9月24日，南斯拉夫联盟共和国举行了大选， 其中就包括总统选举。總統選舉采用两轮选举制，第二轮定于當年的10月8日举行。第一轮投票结束后，塞尔维亚民主反对党声称他們的候選人沃伊斯拉夫·科什图尼察获得了52.54%的选票，直接贏得了第一輪選舉，而联邦选举委员会卻認定沃伊斯拉夫·科什图尼察与得票第二位的時任总统斯洛博丹·米洛舍维奇均未獲得50%的選票。 結果這一聲明导致了反对派和政府之间爆發冲突。反对派于2000年10月5日在贝尔格莱德示威，之后米洛舍维奇于10月7日辞职，科什图尼察出任总统。 美国国际开发署随后也公布了选举结果，其中科什图尼察的选票略高于50%。 
在南斯拉夫联邦议会选举中，塞尔维亚民主反对党成为公民院中最大的政黨，而共和国院中黑山社会主义人民党赢得的席位最多。由黑山社会主义者民主党领导的黑山执政联盟抵制了这次选举。